# روبرت كاتلر
روبرت كاتلر (بالإنجليزية: Robert Cutler)‏ هو محامي ومحامي وكاتب أمريكي، ولد في 12 يونيو 1895 في بروكلين في الولايات المتحدة، وتوفي في 8 مايو 1974 في كونكورد في الولايات المتحدة.

## وصلات خارجية
- روبرت كاتلر على موقع مونزينجر (الألمانية)
- روبرت كاتلر على موقع إن إن دي بي (الإنجليزية)